# کشیم غربی
کشیم غربی(نام علمی: Aechmophorus occidentalis) نام یک گونه از تیره کشیم است.